# Kruglowka (Kaliningrad, Osjorsk)
Kruglowka (russisch Кругловка, deutsch Kurnehnen, 1938–1945 Kurnen) ist ein Ort im Südosten der russischen Oblast Kaliningrad. Er gehört zur kommunalen Selbstverwaltungseinheit Munizipalkreis Osjorsk im Rajon Osjorsk.

## Geographische Lage
Kruglowka liegt an einer Nebenstraße, die von Osjorsk (Darkehmen/Angerapp) über Jablonowka (Wilhelmsberg) und Gawrilowo (Gawaiten/Herzogsrode) zum russisch-polnischen Grenzübergang bei Gołdap (Goldap) führt. Ein Bahnanschluss besteht nicht.

## Geschichte
Das frühere Kurnehnen war eine von neun Gemeinden, die am 18. März 1874 den Amtsbezirk Gawaiten (1938–1946 Herzogsrode, seit 1946 russisch: Gawrilowo) bildeten. Er gehörte bis 1945 zum Landkreis Goldap im Regierungsbezirk Gumbinnen der preußischen Provinz Ostpreußen. Im Zuge der nationalsozialistischen Umbenennungsaktion erhielt Kurnehnen am 3. Juni 1938 – mit amtlicher Bestätigung vom 16. Juli 1938 – den veränderten Namen „Kurnen“.
Im Januar 1945 wurde der Ort von der Roten Armee besetzt. Die neue Polnische Provisorische Regierung ging zunächst davon aus, dass er mit dem gesamten Kreis Goldap unter ihre Verwaltung fallen würde. Im Potsdamer Abkommen (Artikel VI) von August 1945 wurde die neue sowjetisch-polnische Grenze aber unabhängig von den alten Kreisgrenzen anvisiert, wodurch der Ort unter sowjetische Verwaltung kam. Im November 1947 erhielt der Ort den russischen Namen Kruglowka und wurde gleichzeitig dem Dorfsowjet Gawrilowski selski Sowet im Rajon Osjorsk zugeordnet. Die polnische Umbenennung des Ortes in Parsyszki im Oktober 1948 wurde nicht mehr wirksam. Von 2008 bis 2014 gehörte Kruglowka zur Landgemeinde Gawrilowskoje selskoje posselenije, von 2015 bis 2020 zum Stadtkreis Osjorsk und seither zum Munizipalkreis Osjorsk.

### Einwohnerentwicklung
| Jahr | Einwohner |
| ---- | --------- |
| 1910 | 195       |
| 1933 | 190       |
| 1939 | 174       |
| 2002 | 41        |
| 2010 | 45        |

## Kirche
Mit seiner überwiegend evangelischen Bevölkerung war Kurnehnen (Kurnen) bis 1945 in das Kirchspiel Gawaiten (1938–1946 Herzogsrode, russisch: Gawrilowo) eingepfarrt. Es gehörte zum Kirchenkreis Goldap (heute polnisch: Gołdap) in der Kirchenprovinz Ostpreußen der Kirche der Altpreußischen Union. Letzter deutscher Geistlicher war Pfarrer Wilhelm Schiweck.
Während der Zeit der Sowjetunion war alles kirchliche Leben untersagt. Erst in den 1990er Jahren bildete sich im ehemaligen Pfarrdorf Gawrilowo eine neue evangelische Gemeinde, die sich der Kirchenregion der Salzburger Kirche in Gussew (Gumbinnen) der ebenfalls neugegründeten Propstei Kaliningrad in der Evangelisch-Lutherischen Kirche Europäisches Russland eingliederte.